# Рогачёв
Рогачёв (бел. Рагачо́ў) — город в Гомельской области Республики Беларусь на месте слияния рек Днепр и Друть. Административный центр Рогачёвского района. Железнодорожная станция Рогачёв на линии Могилёв-Жлобин. В 121 км от Гомеля. Узел автодорог на Бобруйск, Могилёв, Славгород, Жлобин. Пристань на Днепре.
Численность населения — 31 490 человек (на 1 января 2025 года).

## Этимология
По мнению С. В. Максимова, свое название Рогачев получил от рога, каковым именем по всей Беларуси определяется всякий угол, угловая местность, как на этот раз мыс, образованный слиянием Днепра с Друтью.
По М. С. Боднарскому, название Рогачев происходит от слова рог. При соединении двух рек — Днепра и Друти — образовался угол, по-местному рог.
Согласно Е. М. Поспелову, наличие в названии притяжательного суффикса -ев позволяет предполагать в основе прозвищное личное имя Рогач, зафиксированное С. Б. Веселовским. Но положение города на стрелке между Днепром и Друтью делает заманчивой гипотезу образования от рог «мыс, коса, стрелка».
По мнению В. А. Жучкевича, в основе названия термин рог — «выступающий угол», по-белорусски на рагу — «на углу». Город расположен на рогу, на мысу между Днепром и Друтью, что вероятно и запечатлено в его названии. Но названия на -ов чаще всего имеют патронимическое происхождение. Фамилии Рогач встречаются в славянских странах довольно часто, поэтому связь названия с фамилией не менее вероятна.
По Э. М. Мурзаеву, название происходит от термина рог — «мыс», «коса», «место слияния рек», «стрелка», «угол», что связано с расположением города на стрелке между Днепром и Друтью.
А. Ф. Рогалев считает, что название Рогачев связано с личным именем или прозвищем Рогач, которое носил основатель поселения. Такое прозвище было довольно употребительным в древневосточнославянское время и соотносилось с описательным наименованием лося. Кроме того понятие «рог» в прошлом осмысливалось как символ жизненной силы, богатства, плодородия.
Ю. Татаринов полагает, название происходит от древнеславянского слова «Рог», которое обозначало лесные урочища, возвышения, где размещались капища.

## Геральдика
Герб и флаг утверждены решением районного Совета депутатов от 4 мая 2001 года № 13-4. Зарегистрированы в Гербовом матрикуле Республики Беларусь 18 мая 2001 года № 62.

## История

### Доисторический период
Первые люди появились на территории занимаемой Рогачёвским районом 14 тысяч лет назад. Это племена археологической культуры Лингби. В эпоху мезолита и неолита люди осваивают бо́льшую часть территории района: найдено более двадцати пяти поселений этого периода, в том числе пять на территории города. В бронзовом веке в приднепровском регионе Рогачёвского района по всем данным был административный или культовый центр какого-то большого племени среднеднепровской археологической культуры — нигде в Беларуси нет такого большого обилия объектов бронзового века, как на Рогачёвщине. Этим объектам от 3,5 до 4 тысяч лет, и с 1993 года их интенсивно раскапывают белорусские археологии; есть намерение создать районе Археологический национальный парк.

### Древность

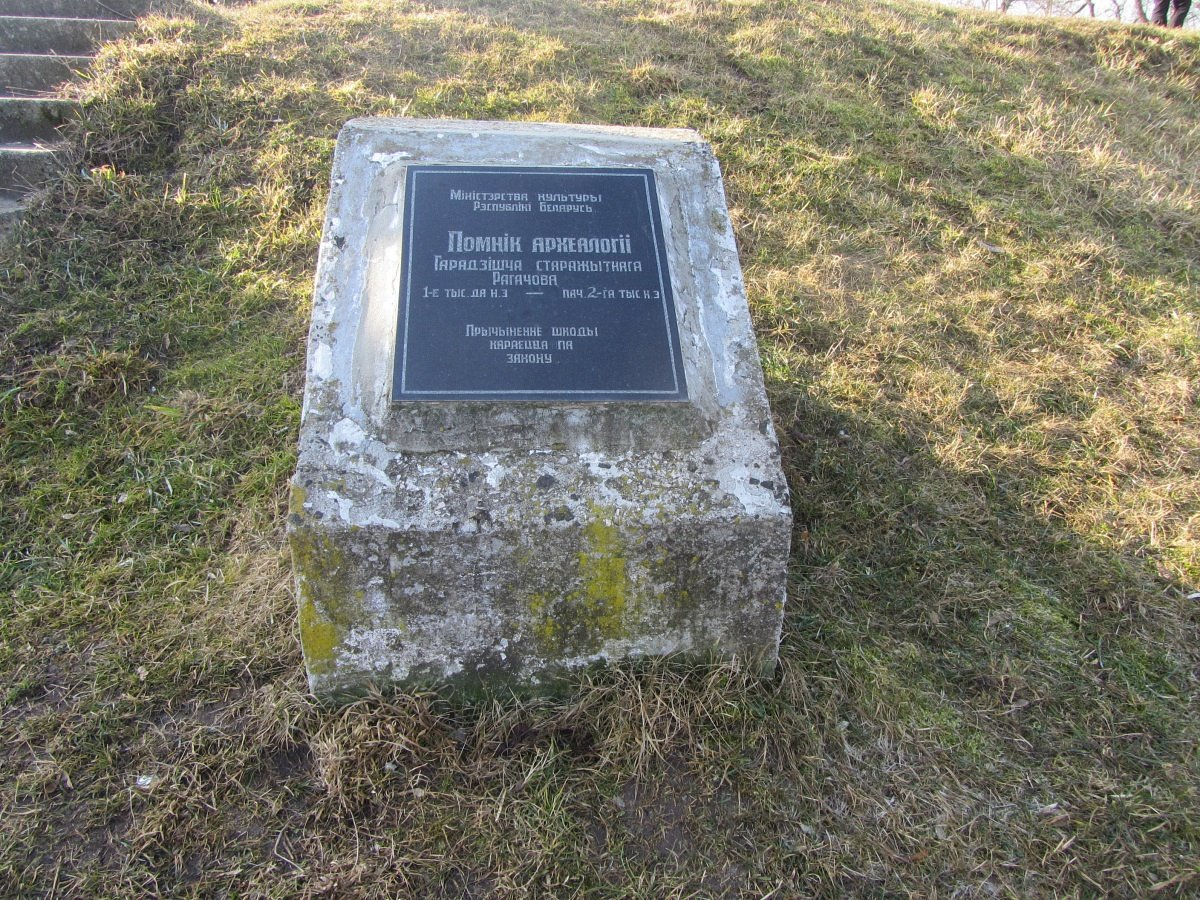
Памятный камень на Замковой горе

Укреплённый центр древнего Рогачёва — Рогачёвский детинец — располагался на Замковой горе на месте городища предшествующих милоградской и штрихованной керамики культур. Эти культуры обычно связывают с балтским населением тогдашней территории современной Беларуси. В VI—VIII веках н. э. на земли Рогачёвского района постепенно начинают проникать славяне — приходят с запада Радимичи и Кривичи, с бассейна Припяти расселяются Дреговичи. Городище занимало край мыса возле слияния Друти с Днепром. Площадка близка к треугольной, от коренного берега отделялась лугоподобным рвом. С трёх сторон была охраняемая высокими крутыми склонами, а со стороны поля — рвом. Искусственные укрепления не сохранились, въезд располагался с южной стороны. Найдены орудия труда (ножи, серпы, резцы, топоры и другое), предметы быта (фрагменты замков и ключи, шилья, огниво, стилосы и другое), Оружие и снаряжение всадника (наконечники стрел, фрагменты шпор, детали удила), ювелирные изделия (шпильки, кольца, поясные пряжки), костяные изделия (орнаментированные накладки, обломок шахматной фигуры), а также рыболовные крючки, фрагменты гончарной посуды. Древнее население Рогачёва занималась земледелием, скотоводством, рыболовством, охотой, были развиты обработка железа, цветных металлов, кости, дерева и другие ремёсла. Существовали торговые связи с Киевом и Волынью. По мнению П. Ф. Лысенко, древнерусское поселение на Замковой горе возникло в XI веке. Наиболее вероятно, что город вырос из феодального замка.

### Период Киевской Руси
Впервые упоминается в Ипатьевской летописи под 1142 г. при описании раздачи киевским князем Всеволодом Ольговичем своим братьям городов Туровской и Владимирской земель. Первым известным князем был Игорь Ольгович. Входил в состав Черниговского, затем — Туровского княжества. Второй раз упоминается в летописи под 1188 годом при описании осады Святославом Всеволодовичем Друцка. Город постоянно являлся предметом княжеских междоусобиц и целью многих завоевателей, поскольку сельцо Звонец под Рогачёвом являлось местом стыка границ четырёх княжеств: Туровского, Смоленского, Полоцкого и Черниговского. В урочище Долбцы под Гадиловичами происходил съезд князей русских по разграничению территориальных вопросов по Днепру. В конце XII века город принадлежал пинским князьям.

### В составе Великого Княжества Литовского и Речи Посполитой
В XIII веке входит в состав Великого Княжества Литовского и переходит во владение князя Довмонта. В том же веке уничтожают почти все феодальные замки Рогачёвщины, некоторые учёные считают, что это монгольские воины. В XIV—XVIII веках центр Рогачёвской волости, управлялся старостой. В XV веке русские войска Ивана III взяли Рогачёв, но потом были вынуждены уйти. Велись переговоры о присоединении Рогачёва к Русскому государству, но они не имели успеха. В 1509 году пинский князь Фёдор Иванович и его жена Елена завещали Рогачёв (в числе других городов) королю Польскому и великому князю литовскому Сигизмунду I Старому, который в 1522—1523 годах вместе со всем Пинским княжеством подарил его своей невесте-итальянке, принцессе Боне Сфорце. Больше 30 лет Бона управляла своими владениями. В 1548 году здесь существовала церковь святых Кузьмы и Демьяна. Новая Великая княгиня и королева налаживает экономику объединённой страны, вводя новые приёмы хозяйствования, отбирает у магнатов захваченные ими королевские земли и основательно пополняет пустую королевскую казну. В XVI веке на месте древнего городища был построен Рогачёвский замок с Рогачёвским дворцом, который имел стратегическое значение и в XVII веке входил в систему пограничной защита на Днепре (сожжён в 1654 году, частично был разрушен в 1780 году, а последнее каменное строение — в период Великой Отечественной войны). В 1566 году упоминается церковь Святых Космы и Дамиана. Бесконечные войны между Речью Посполитой и Русским государством в последующие годы подорвали экономику Рогачёва. Не раз он сжигался и опустошался, а жителей уводили в плен. Особенно пострадал Рогачёв в 1535, 1654, 1662 годах. Среди панов Рогачёвщины царил беспредел: почти каждый из них имел своё войско и ходил «войной» на соседа, набегали и грабили отряды казаков и татар. Государство постепенно приходило в упадок. Позже было образовано Рогачёвское староство. После заключения Люблинской унии Рогачёв с 1569 года и до 1-го раздела Речи Посполитой являлся центром административной единицы находившейся в составе Рогачёвского староства Речицкого повета Минского воеводства Речи Посполитой. В конце XVI века в окрестностях Рогачёва действовали казацко-крестьянские отряды Северина Наливайко и Дубины.

### В составе Российской империи
После 1-го раздела Речи Посполитой 1772 года в составе Российской империи Екатерина II делает Рогачёв центром Рогачёвской провинции, а в 1777 году — центром уезда. В уезд входили теперешние Рогачёвский, Жлобинский, Чечерский, Кормянский, Буда-Кошелёвский районы и часть Кировского района.  В 1781 году Рогачёву жалуется герб: «чёрный бараний рог в золотом поле, означающий имя сего города». Жёлтое поле обусловлено большим развитием пчеловодства в уезде: мёд Рогачёвщины славился и шёл на экспорт, как в Россию, так и на Запад. С 1802 года Рогачёвский уезд входил в состав Могилёвской губернии.
В конце XVIII начале XIX века в Рогачёве попеременно квартируют русские войска: 1772 год — Смоленский пехотный полк, Муромский пехотный полк; 1789—1791 — Азовский пехотный полк и Изюмский легкоконный полк. 
В 1778 году Екатериной был утверждён геометрический план застройки города. Было решено построить в городе крепость, сносится половина замка, но крепость так и не построили. После второго раздела Речи Посполитой Рогачёв перестал быть пограничным городом, граница отодвинулась на запад и отпала необходимость в строительстве крепости.
Во время войны с Наполеоном в 1812 году Рогачёв временно захватили польские части генерала Домбровского, но быстро оставили город. Было несколько стычек с отдельными французскими отрядами заградительных частей русской армии генерала Эртеля. 
Во время Январского восстания 1863 года в уезде создал отряд и пытался воевать с царскими войсками местный помещик Томаш Гриневич. Отряд был рассеян, Гриневич арестован и расстрелян в Рогачёве 16 июля 1863 года. В его честь возле старого кладбища установлены мемориальный крест и камень. В 1882—1884 годах в Рогачёве действовал нелегальный революционный кружок А. О. Марголина, при котором была библиотека. Кружок был разгромлен полицией. В 1880 году — 560 домов, два кирпичных завода, канатный, пивоваренный, мыловаренный и два кожевенных завода. В 1897 году в городе проживали 9038 человек, в том числе евреи — 5040, белорусы — 1868, великороссы — 1380. 
В 1900 году работали 36, в 1913 году — 50 фабрик и заводов. В том числе было 5 канатно-веревочных, 1 маслобойный. С пристани отправляют дрова и лесные материалы. Вольное пожарное общество. В 1902 году через Рогачёв проложена железная дорога Могилёв — Жлобин. Во время революции 1905—1907 годов в городе прошли забастовки рабочих. В 1906 году открыта Рогачёвское реальное училище, позднее — Рогачёвская учительская семинария.

### Период революции и Гражданской войны
После Февральской революции 1917 г. образован Совет рабочих и солдатских депутатов. 31 мая 1917 года в городе оформилась большевистская организация, в ноябре 1917 г. создан отряд Красной гвардии и Военно-революционный комитет. С 13 до 30 января 1918 года город был занят 1-м польским корпусом во главе с И. Р. Довбор-Мусницкого. С февраля до 22 ноября 1918 года город был оккупирован войсками кайзеровской Германии. Действовало Рогачёвское коммунистическое подполье.

### В составе советского государства
1 января 1919 года согласно постановлению I съезда КП(б) Белоруссии вошёл в состав Белорусской ССР, однако уже 16 января Рогачёв был передан в состав РСФСР. С мая 1919 года город в составе Гомельской губернии, в 1924—1930 годах — центр района Бобруйского округа, с 15 января 1938 года — в Гомельской области. В годы первых пятилеток в городе были построены: молочноконсервный комбинат, хлебозавод, машинно-тракторная мастерская; реконструированы: лесозавод, картонная фабрика. С ростом промышленности росло население города. Рогачёв стал промышленным центром. Работало 7 заводов, 1 фабрика, 13 промышленных артелей, 4 средних, одна семилетняя и одна начальная школа, 8 клубов, 2 библиотеки, кинотеатр. Численность населения возросла до 15,2 тыс. человек (1939 год). В 1936—1941 годах и с 1944 года действовал учительский институт. 2 июля 1941 оккупирован немецкими войсками, 13 июля 1941 освобождён Красной Армией в ходе Рогачёвско-Жлобинской операции 1941 года. С 14 августа 1941 года по 24 февраля 1944 года снова оккупирован. За всё время оккупации в городе и районе убито 6,3 тыс. человек. Действовало Рогачёвское патриотическое подполье. Освобождён в ходе Рогачёвско-Жлобинской операции 1944 года войсками 1-й и 50-й армии 1-го Белорусского фронта. 13 военных частей и соединений наделены почётным наименованием «Рогачёвский». В 1962 году в городе появился Рогачёвский музей народной славы. В 1971 году найдены Рогачёвский монетный клад (1 тыс. древних монет).
С 27 февраля 1978 года стал городом областного подчинения.

### Современность
1 декабря 1998 года Рогачёвский район и город Рогачёв объединены в одну административно-территориальную единицу — Рогачёвский район с административным центром город Рогачёв.
В 2010 году в связи с празднованием 65-й годовщины Победы советского народа в Великой Отечественной войне и в целях увековечивания подвига воинов Красной Армии, партизан и подпольщиков город Рогачёв награждён вымпелом «За мужнасць і стойкасць у гады Вялікай Айчыннай вайны» (Указ Президента Республики Беларусь от 19 апреля 2010 года № 189).
С 2014 года в городе после десятилетнего перерыва возродилась футбольная команда «Днепр Рогачёв», выступавшая до 2016 года во Второй лиге Беларуси по футболу. В 2020 году вновь заявлен во Второй лиге Беларуси по футболу под названием футбольный клуб «Днепр». Игры планируется проводить на стадионе городской ДЮСШ-1 вместимостью 7000 зрителей.

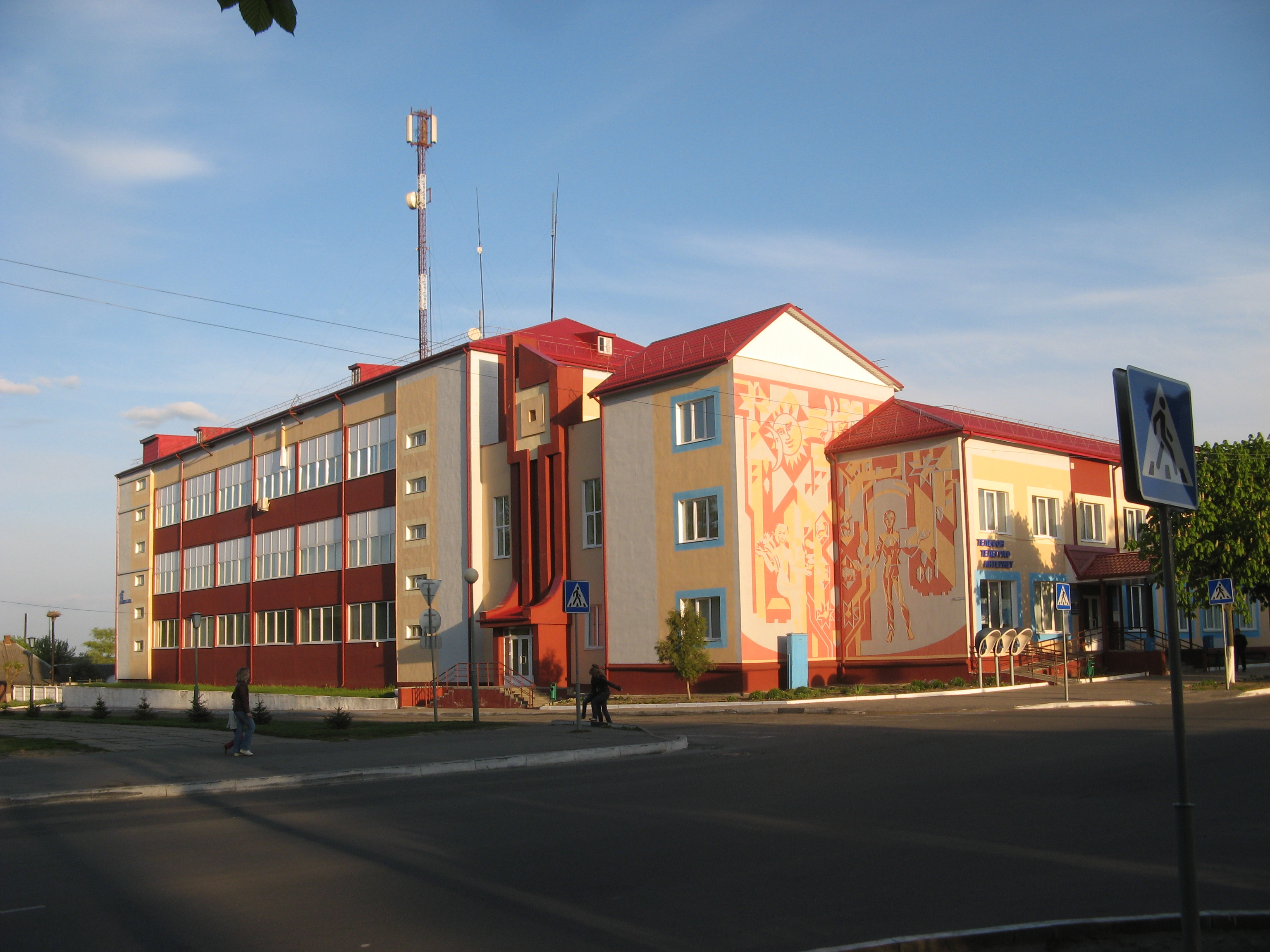
Городской узел связи
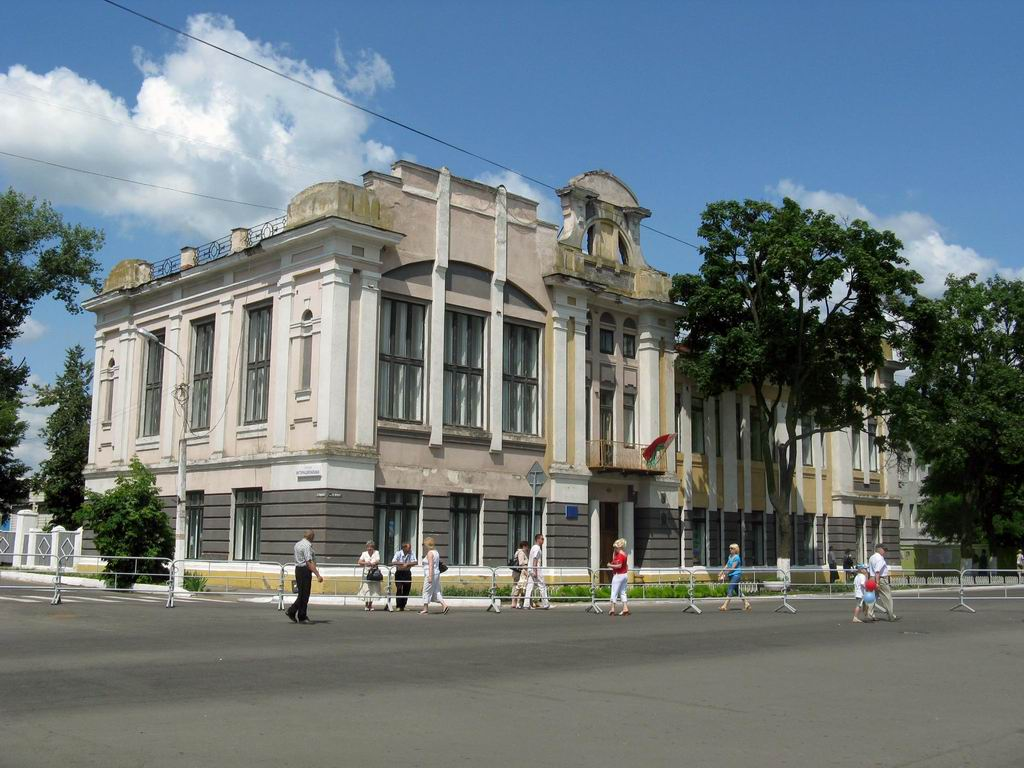
Здание бывшей земской управы в стиле модерн
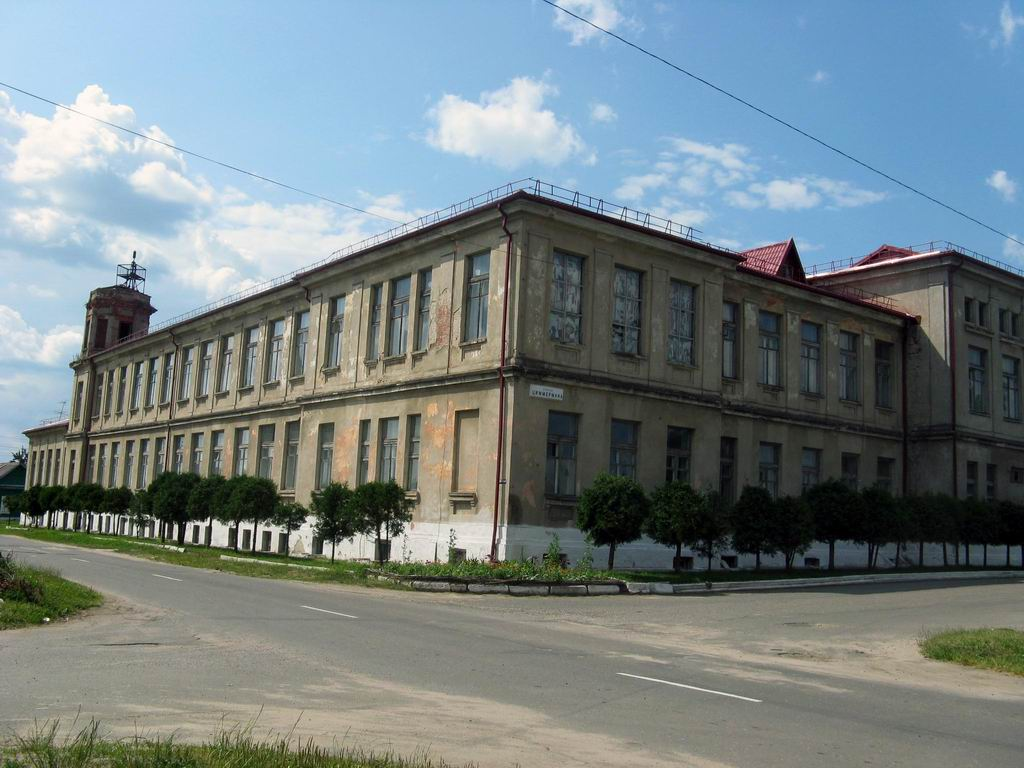
Здание бывшего дворянского училища
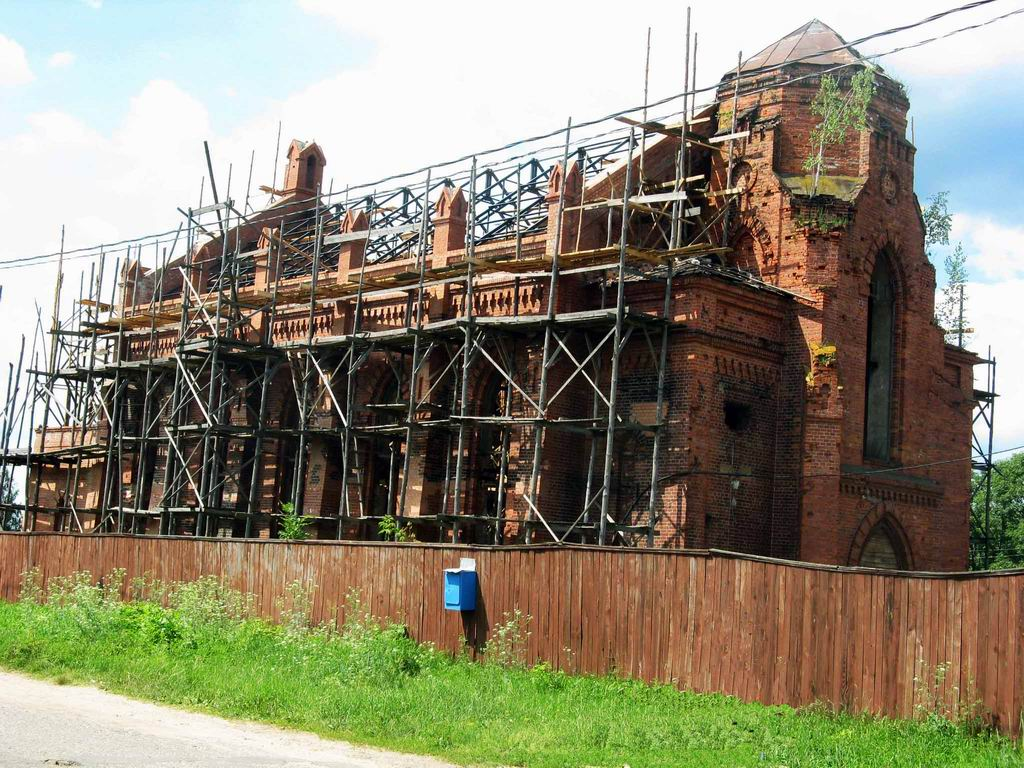
Восстановление костёла св. Антония Падуанского
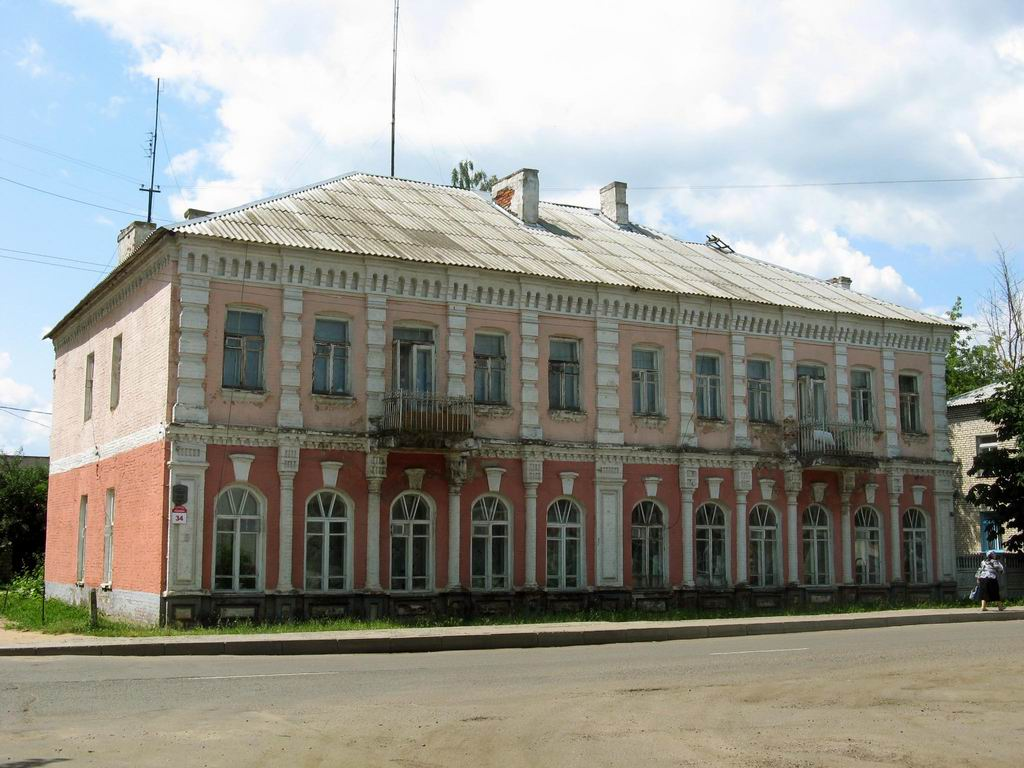
Жилой дом (конец XIX – начало XX вв.)
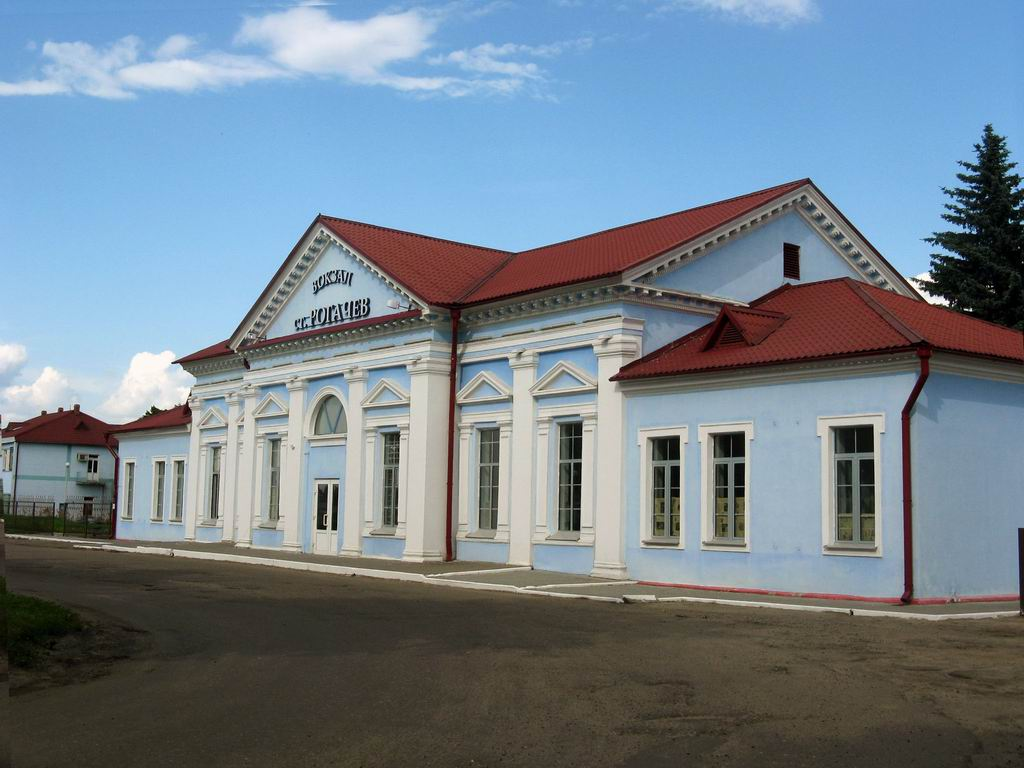
Железнодорожная станция
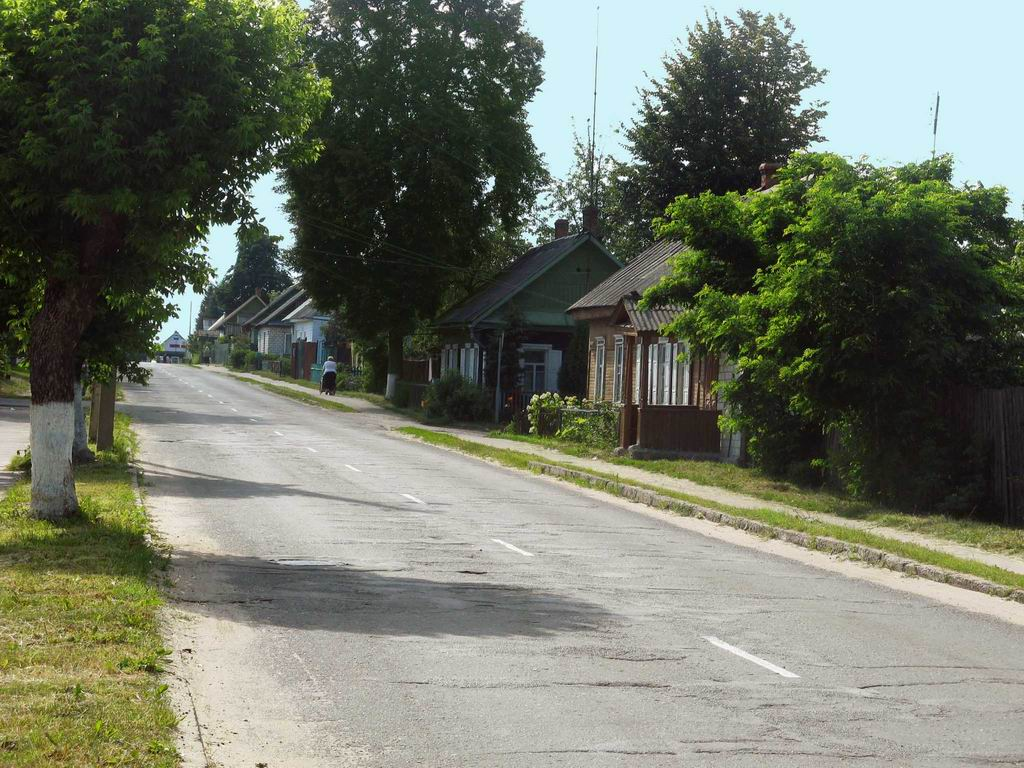
На улице города
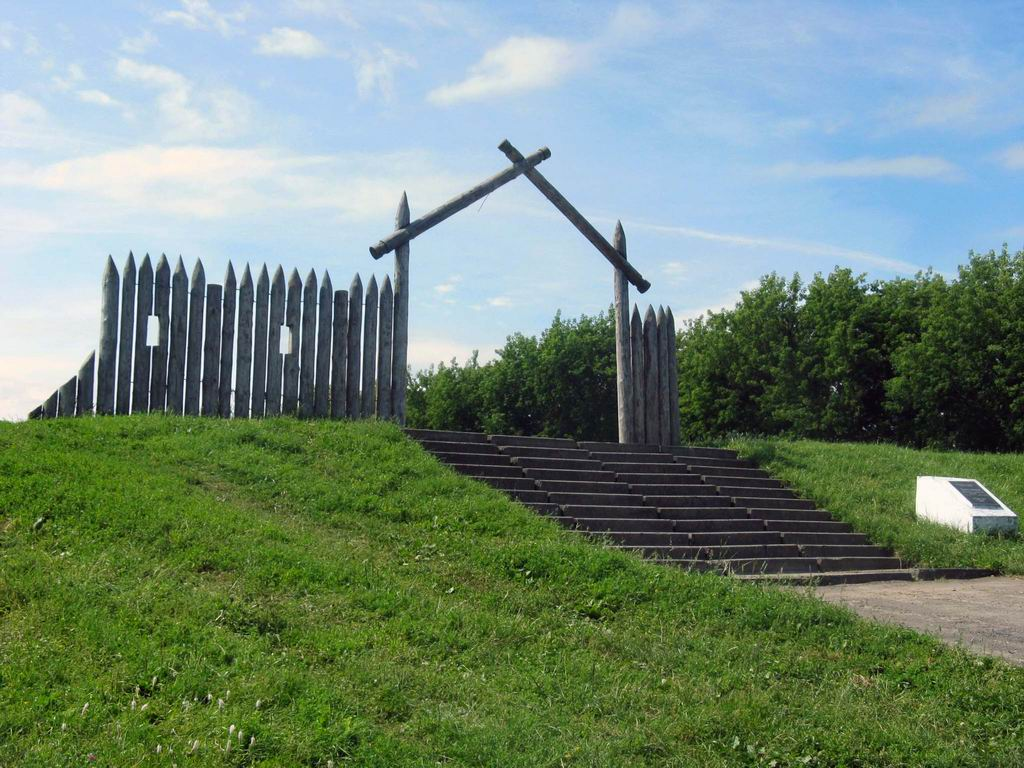
Городище
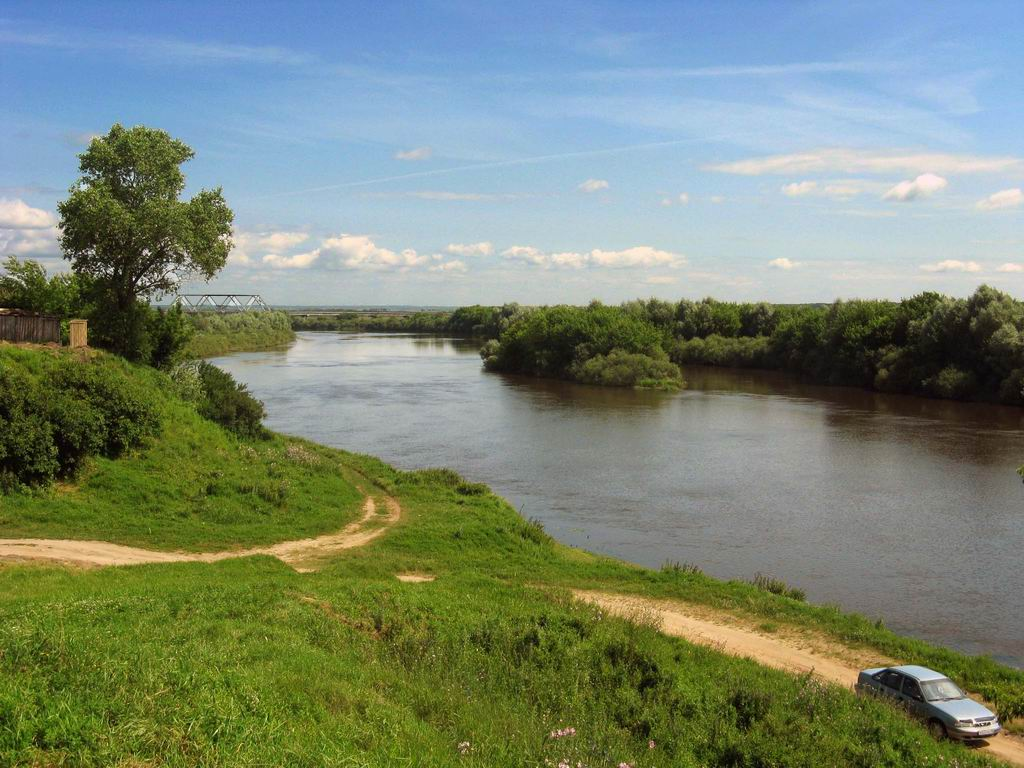
Днепр со стороны Городища

## Демография
Численность населения — 31 490 человек (на 1 января 2025 года). Численность населения — 32 029 человек (на 1 января 2023 года).
| Численность населения: |
| График не отображается по техническим причинам. Чтобы исправить это, воспроизведите график в новом формате, если это возможно. |

| 1897     | 1939     | 1959     | 1970     | 1979     | 1989     | 2006     | 2018     |
| -------- | -------- | -------- | -------- | -------- | -------- | -------- | -------- |
| 9000     | ▲ 15 168 | ▼ 10 156 | ▲ 16 008 | ▲ 25 070 | ▲ 35 757 | ▼ 33 315 | ▲ 34 809 |
| 2022     | 2023     | 2024     | 2025     |          |          |          |          |
| ▲ 34 937 | ▼ 32 029 | ▼ 31 821 | ▼31 490  |          |          |          |          |

В 1939 году в Рогачёве проживало 8410 белорусов (55,4 %), 4601 еврей (30,3 %), 1356 русских (8,9 %), 531 украинец (3,5 %), 270 представителей других национальностей.
В 2017 году в Рогачёве родилось 343 и умерло 363 человека. Коэффициент рождаемости — 9,9 на 1000 человек (средний показатель по району — 10,9, по Гомельской области — 11,3, по Беларуси — 10,8), коэффициент смертности — 10,4 на 1000 человек (средний показатель по району — 14,9, по Гомельской области — 13, по Беларуси — 12,6). Уровень рождаемости в Рогачёве один из самых низких среди всех районных центров Гомельской области.

## Экономика

### История развития экономики
Промышленность в уезде развивалась слабо и характеризовалась наличием мелких кустарных предприятий и мастерских с примитивной техникой. В 1885 году в городе было десять предприятий — канатное, пивоваренное, мыловаренное, два кирпичных, два кожевенных, и две мельницы, где были заняты семь мастеров и 26 рабочих. Объём выпускаемой продукции составлял 8157 рублей в год. Торговля осуществлялась через лавки и на ярмарке. После 1885 года город стал понемногу благоустраиваться, главная улица (Быховская) была вымощена камнем, как и подступы к рыночной площади, тротуары были дощатые. Быховская улица стала освещаться керосиновыми фонарями, а в 1914 году были установлены газовые фонари. В 1890 году в Рогачёве начали строить деревянные казармы, которые располагались на большой площади, огороженные деревянным забором, так называемый «Полковой двор». Здесь расположился Ярославский 117-й пехотный полк, а позже кавалерийский казачий полк.
В Рогачёве начали возникать более крупные предприятия: в 1898 году лесопильный завод, в 1900 картонная фабрика. В 1898 году был построен небольшой деревянный мост через реку Друть, а 1901 году — железнодорожный мост, через год была открыта железнодорожная станция. В это время в городе пять кирпичных зданий: казначейство, почта, театр, полицейское управление и особняк предводителя дворянства, в котором до 1917 года находился клуб дворянского собрания. Деревянных домов насчитывалось 1160, имелась деревянная тюрьма, а перед революцией была построена каменная тюрьма.
Примечательным местом в городе была набережная на берегу Днепра. В начале XX века в городе было несколько гостиниц: «Бристоль», «Золотой якорь», «Континент», «Новый мир», «Рига», «Савойя» и т. д.

### Промышленность
Ведущие отрасли промышленности — пищевая и машиностроительная. Наиболее крупные промышленные организации, являющиеся градообразующими — ОАО «Рогачёвский молочноконсервный комбинат», ОАО «Рогачёвский завод „Диапроектор“» (производитель оптических прицелов для бронетехники, приборов ночного видения и гражданской продукции), а также предприятие без ведомственной подчинённости ЗАО «Ремеза», которые в общем объёме производства промышленной продукции составляют более 90 %.

### Сельское хозяйство
Рогачёвский район — крупный производитель сельскохозяйственной продукции. В общем объёме производства области его доля составляет 7,8 %. В состав районного АПК входит 17 сельхозпредприятий, специализирующихся на производстве молока, мяса, зерновых, картофеля, рапса, овощей и частичной переработке свиноводческой продукции, 22 фермерских хозяйств, 4 организации обслуживающие сельское хозяйство.
В землепользовании агропромышленного комплекса района находится 101 тысяча гектаров сельскохозяйственных угодий с баллом 30,3, из которых 60 тысяч гектаров составляет пашня с баллом 33,1. Наличие такого земельного потенциала позволяет хозяйствам района полностью обеспечить отрасль животноводства кормами.
В сельскохозяйственных организациях района насчитывается 50,3 тысяч голов крупного рогатого скота, из которых 17,2 тысяч голов коров, 47,8 тысяч свиней, 92,7 тысяч птицы. Начиная с 2008 года поголовье крупного рогатого скота динамично растёт.
В 2014 году агропромышленным комплексом района произведено более 138,7 тысяч тонн зерновых и зернобобовых культур в бункерном весе, что позволило Рогачёвщине войти в тройку крупнейших производителей зерна в области (Буда-Кошелёво 158,7 тыс. тонн, Речица 149,6 тыс. тонн). Из общего объёма зерновых культур 9,7 тыс. тонн принадлежит зерну кукурузы. Кукуруза явилась большим подспорьем для кормовой базы хозяйств и для увеличения объёмов выручки.
Много внимания в районе уделяется отрасли животноводство, которая является ежедневным источником пополнения денежных доходов сельхозпредприятий. Проводится модернизация животноводческих ферм, строятся новые доильно — молочные блоки, реконструируются помещения, делается многое, чтобы облегчить труд работников ферм и улучшить технологию производства молока и мяса.

### Транспорт
- Железнодорожная станция Рогачёв на линии Могилёв-Жлобин[33].
- Автодороги на: Бобруйск, Могилёв, Славгород, Жлобин.
- Пристань на реке Днепр.

## Образование

### Становление образования
В 1862 году в Рогачёве открылась частное двуклассное училище, которое содержала дочь гвардии штабс капитана Москевича, 1866 году Дворянское пятиклассное, однокласное приходское и казённое еврейское 1 разряда училища. С 1880 годов началось массовое открытие церковно-приходских и земских училищ в городе и уезде. В конце XIX века в Рогачёве и крупных местечках уезда открывается Высшее начальное четырёхклассное училище, в 1906 году частная гимназия М. В. Анисимовой, в 1907 году реальное училище, построенное на деньги местных меценатов Иолшиных, в 1909 году учительская семинария, где учился Михась Лыньков. В 1890 году в Рогачёве работала частная библиотека Я. Б. Вольфсона, к 1914 году было уже две библиотеки и два книжных магазина. В 1880—1913 годах работали две типографии, в которых в частности выпускались открытки с видами Рогачёва.
Первые усилия Фрол Кравцов и его товарищи направили на создание шести волостных школьных отделов и восстановление работы школ. Затем вместе со всеми уездными органами власти отдел народного образования переехал в Рогачёв. В одном из первых отчётов о работе отдела указано: «Назначено 23 новых школьных работника, открыты 37 изб-читален, курсы счетоводов, бухгалтеров, строителей, швей, электромонтёров, вечерние курсы английского языка». В 1920—1930-х годах всё больше внимания нужно было уделять системе образования. К 1922 году все дети школьного возраста сидели за партами. Не хватало кадров. И тогда в Рогачёве открываются педагогические курсы, затем годичные педагогические курсы, а в 1927 году начат отсчёт истории педагогического техникума, который через 12 лет станет учительским институтом. В 1919 году основан профсоюз работников просвещения. В 1937-1938 годах в городе впервые по специальным проектам возводятся новые здания для яслей-сада и школы. 1 сентября 1944 года большинство детей района переступает порог местных учреждений образования, а с 1 сентября 1945 года на Рогачёвщине уже работает 72 школы, в них обучается 9568 учащихся. В сентябре 1968 года на Рогачёвщине функционировала уже 101 школа, куда ходило 16 478 учеников, а также две вечерние школы, Дом пионеров, детская спортивная школа, детская музыкальная школа, два детских дома, две школы-интерната. В каждом колхозе был детский сад. В районе работало 1033 учителя, из них 342 — с высшим образованием. 1970—1980-е годы были отмечены переходом ко всеобщему среднему образованию. На карте города появляются школы № 4, № 5 и № 6. Построены школы в деревнях Курганье, Серебрянка, Озераны, Зборов, Поболово.

### XXI век
В городе действуют два государственных колледжа: Учреждение образования «Рогачёвский государственный педагогический колледж» и Учреждение образования «Рогачёвский государственный строительно-технологический колледж».
С 2023 года два государственных колледжа объединили в одно учебное заведение. Учреждение образования «Рогачевский государственный индустриально-педагогический колледж»

## Религия
Православные
- Александро-Невская Церковь

Католическая

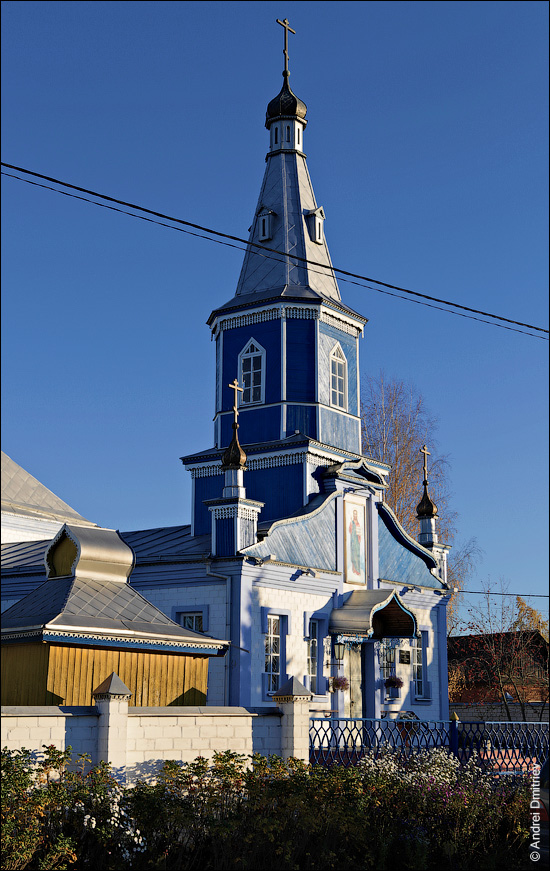
Александро-Невская Церковь

- Римско-католическая Церковь Святого Антония

## Культура

### Фестивали и культурные организации
На территории Рогачёва и Рогачёвского района функционирует 2 музея (Рогачёвский музей Народной славы с филиалом в п. Ильич, музей «Лёс салдата» Рогачёвского районного центра туризма и краеведения детей и молодёжи), четыре школы искусств, городской Дом культуры и 24 сельских клубных учреждения (Островский Дом ремесла, Курганский сельский Дом народного творчества, Столпнянский сельский Дом традиционной культуры, Тихиничский и Поболовский центр культуры и досуга, Кистеневский центр экологической культуры и творчества, районный центр ремесла в деревне Стреньки). В 2018 году к 100-летию РОВД открыт музей в здании милиции.
На базе Стреньковского центра ремёсел открыт уникальный в своём роде экологический музей «Беларуская лялька», где восстанавливают утраченные обычаи, собирая важную информацию о жизни предков. Каждый желающий может поучаствовать в мастер-классе по изготовлению обрядовых кукол. В музее проводятся лекции о изготовлении кукол-оберегов и их истинном значении.
Согласно Проекту «Живая история моего края», который направлен на развитие туристической привлекательности н. п. Зборов, на базе Зборовского сельского Дома культуры открыт экомузей «Тайны лечебных трав».
В клубных формированиях и коллективах художественной самодеятельности на сегодняшний день занимается около трёх тысяч человек. 20 лучших в профессиональном творческом плане коллективов художественной самодеятельности Рогачёвского района отмечены званиями «народный» и «образцовый». Среди них «Медуница» Поболовской детской школы искусств, «Надзея» Рогачёвской ДШИ, вокальный ансамбль «Пяшчота» Гадиловичского сельского Дома культуры, и «Гармония» Поболовского центра культуры и досуга, камерный ансамбль преподавателей Рогачёвской ДШИ «Канцонетта» и другие. Заслуженный коллектив Республики Беларусь вокальный ансамбль «Добры вечар» городского Дома культуры ведёт активную гастрольную деятельность, как в Беларуси, так и за её пределами.
В районе расположено 33 публичных библиотеки. Ежегодно библиотечным обслуживанием пользуются более 27 тысяч читателей. Особой популярностью пользуется Дом книги, который был торжественно открыт в рамках празднования в 2016 году XXIII Дня белорусской письменности (3-4 сентября). Единый фонд насчитывает 450 тысяч экземпляров книг, журналов и электронных изданий. При библиотеках работает 25 клубов по интересам и любительские объединения, в которых проводятся литературно-художественные вечера, читательские конференции, премьеры книг, встречи с интересными людьми и многое другое.

### События и мероприятия
- Один раз в год на Днепре проводится фестиваль «Зори над Днепром»[прояснить]. Этот праздник направлен на пропаганду дружбы славянских народов и развитие культурных связей между различными регионами Беларуси, Украины и России, а также поддержку давних побратимских отношений, которые существуют у Рогачёва с городами Новоград-Волынский (Украина), Котельники (Россия), Прахатице (Чехия), Молетай (Литва). Основные мероприятия проходят на берегу реки Днепр в летнем амфитеатре.
- 4 сентября 2016 года прошёл XXIII День белорусской письменности.

### Культурные и научные деятели
Рогачёвский район богат на талантливых людей. Здесь прошли детские и юношеские годы известного учёного — селекционера Л. К. Грабени. Рогачёвец — историк и педагог Г. Г. Фруменков. В Рогачёве родились заслуженный артист БССР В. М. Говор-Бондаренко, заслуженный деятель искусств РСФСР А. И. Гинзбург, поэт и драматург С. Я. Галкин, художник К. И. Завиша, режиссёр, актёр, педагог, народный артист БССР профессор К. М. Санников, заслуженная артистка БССР А. М. Федченко.
Рогачёвщина дала литературе более 30 знаменитых деятелей. Среди них драматург, народный писатель А. Е. Макаёнок, доктор филологических наук, профессор Ф. И. Кулешов, поэт Николай Сурначёв, член Союза писателей России М. Рассолов. Своеобразные «Болдинские осени» были на Рогачёвщине у В. Короткевича и М. Лынькова. В поэме «Зямля дзядоў» В. Короткевич описал руины замка королевы Боны; события его повести «Сівая легенда» происходят в основном, на Рогачёвщине.

## Достопримечательности

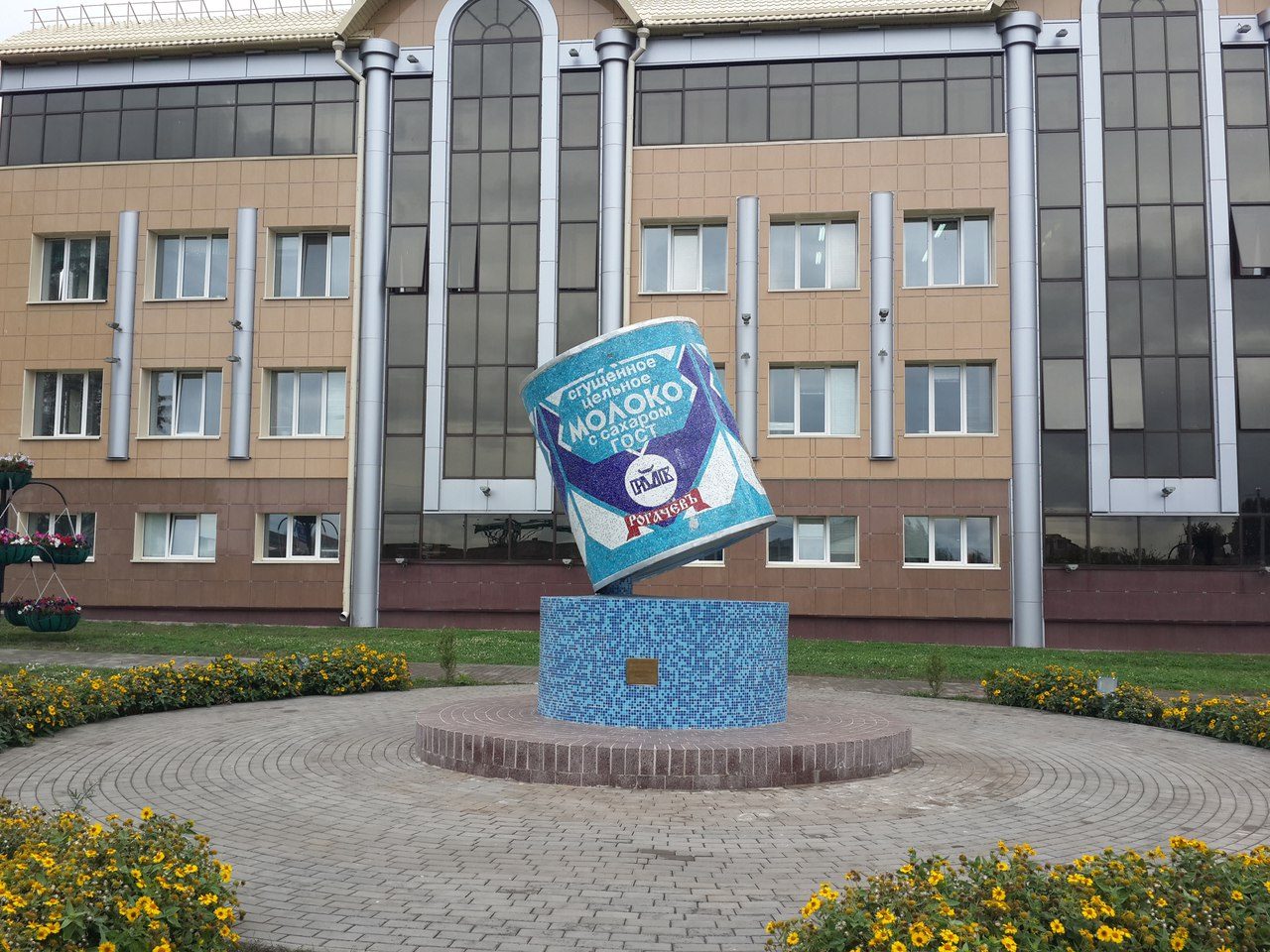
Памятник сгущёнке

- Костёл Святого Антония Падуанского
- Собор Александра Невского
- «Замковая гора» — холм на котором располагался замок королевы Боны
- Еврейское кладбище в Рогачёве
- Здание бывшей земской управы
- Дом купца Берла Беленького
- Рогачёвский музей Народной славы[36]
- Дом деда Владимира Короткевича
- Рогачёвские боны
- Икона Божьей Матери четырёхручицы
- Три родовые усыпальницы — Грешнеров, Иолшинов, Вержейских
- Дом книги с книжным магазином «Першацвет»
- Аллея пионов «Красота единства» (12.09.2022) ко Дню народного единства

### Памятник, скульптура
- Памятник В. И. Ленину
- Памятный крест руководителю национально-освободительного восстания 1863 года Томашу Гриневичу
- Мемориальная доска 16-й воздушной армии под командованием генерала-майора С. И. Руденко. Установлена на здании музея «Лёс салдата»
- Мемориальная стела в честь подразделений, частей и соединений Советской Армии[37]
- Мемориальный знак в честь пионера-героя Василя Шолухова[38]
- Памятный знак Герою Советского Союза полковнику морской пехоты Т. А. Почтарёву, на Аллее Героев в Пионерском парке.
- Памятный знак «Детям войны — жертвам фашистского геноцида» (02.07.2013). Установлен на Аллее памяти.
- Памятный знак к 100-летию РОВД (2018). Установлен у входа в здание милиции.
- Памятный знак Герою Советского Союза Эльмурзе Джумагулову (2020)

### Жанровая скульптура, арт-объекты
- Памятник основанию города в центре «Замковой горы» с надписью «Отсюда есть пошёл город Рогачёв в лето 1142.»
- Памятник сгущёнке, автор — Глеб Отчик
- «Парк скамеек» около завода «Диапроектор»[39]

## Галерея

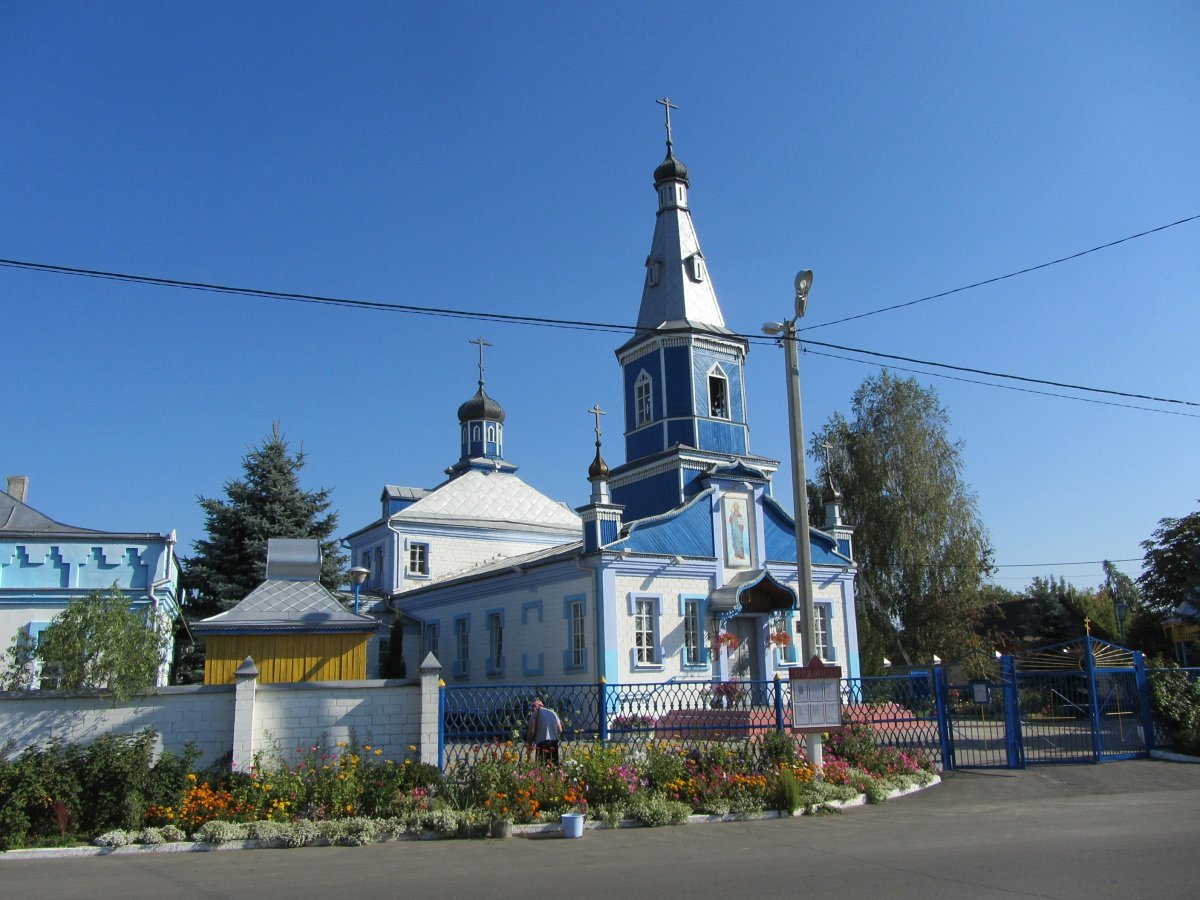
Александро-Невская Церковь
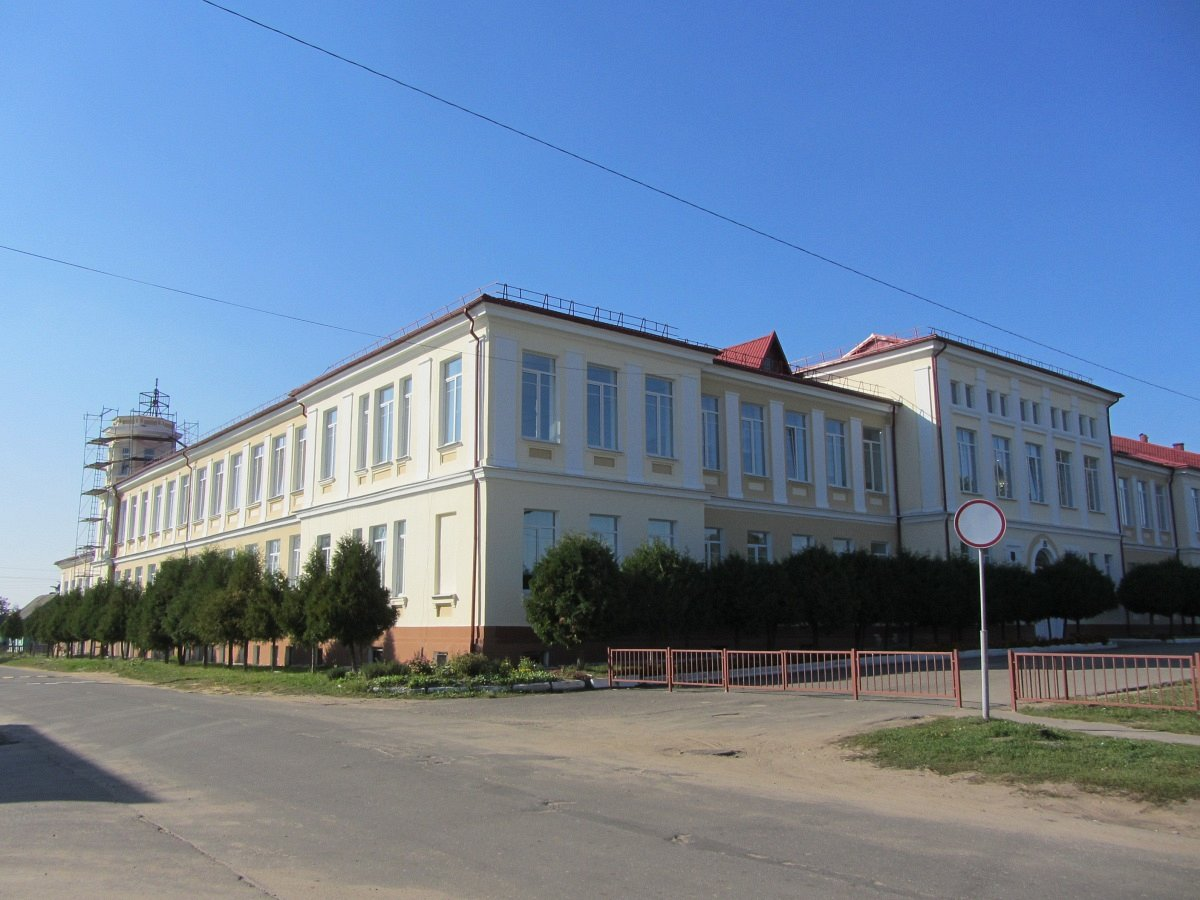
Здание бывшего училища
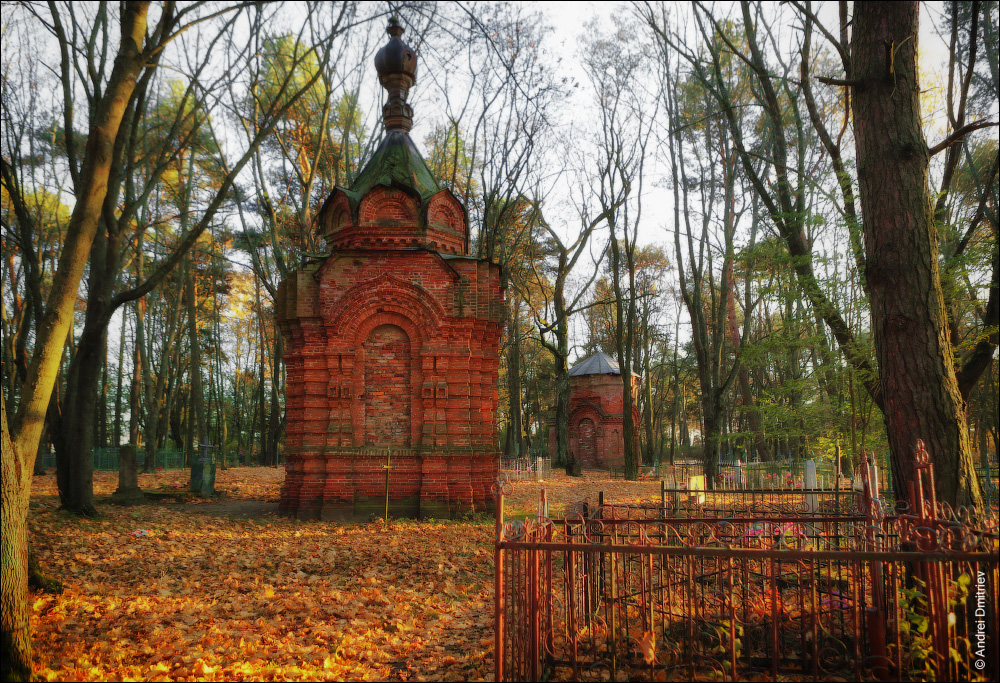
Часовня
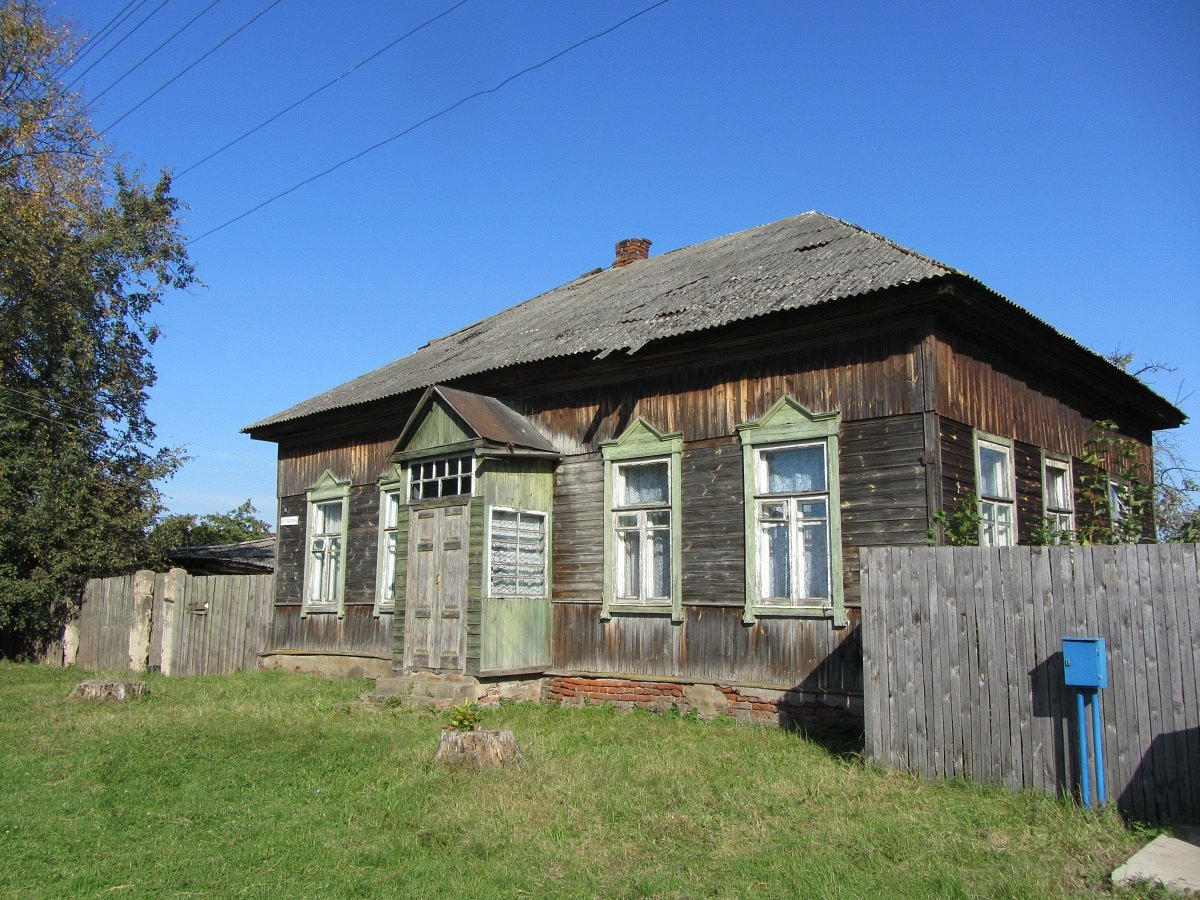
Дом, где жил Владимир Короткевич
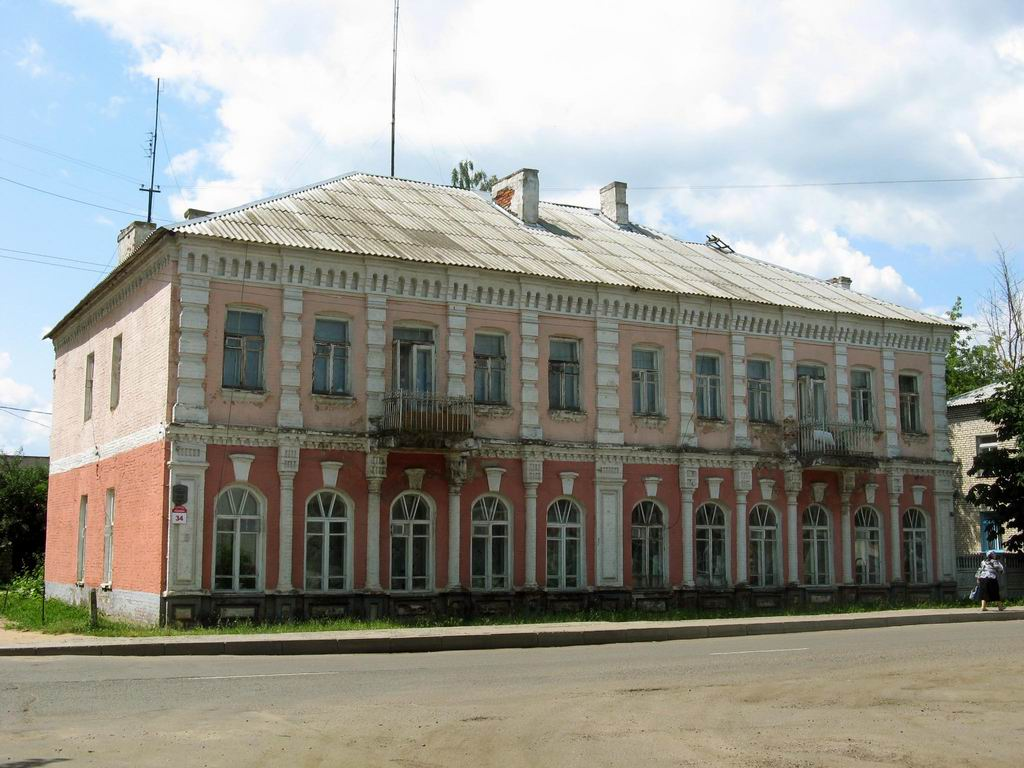
Дом купца Беленького

## Рогачёвская валюта
В 1918 году, во время распада Российской империи и установления советской власти на территории Рогачёвского района в обороте была своя собственная валюта «Бонъ Рогачёвской городской управы». Банкноты имели хождение равное с кредитными билетами (что и упоминалось на реверсе банкноты). Хождение имели боны номиналом 1 и 5 рублей. На большинстве опубликованных бон отсутствуют подписи Городского Главы и членов Управы, печать Городской управы, на реверсе нет печати Рогачёвского городского банка и подписи директора банка. На реверсе располагался текст:
Бон Рогачевской Городской Управы. Пять рублей. В-788. 1918 г. Городской Банк обменивает боны на государственные кредитные билеты без ограничения.
Городской Голова.
Члены Управы.
Рогачевский Городской Банк обменивает боны на государственные кредитные билеты без ограничения суммы.
1. Обмен всех выпущенных городских бон на государственные кредитные билеты полностью обезпечиваются наличными деньгами хранящимися в кассе Городского Банка.
2. Городские боны имеют хождение наравне с кредитными билетами соответствующаго достоинства.
3. Подделка городского бона — преследуется законом.
Директор Рогачевскаго Городского Банка.
Печать: Рогачевский Городской Банк.
Надпись продублирована на 2 языках: русский и польский. Сейчас Рогачёвские боны можно увидеть на мини-выставке, которая располагается в здании бывшей земской управы.

## В филателии и нумизматике
- 16 августа 2016 года Министерство связи и информатизации Республики Беларусь выпустило в обращение почтовую марку «Герб Рогачева» из серии «Гербы городов Беларуси»[40].
- 4 сентября 2016 года выпущен в обращение конверт с оригинально маркой «День белорусской письменности в Рогачёве»[41].

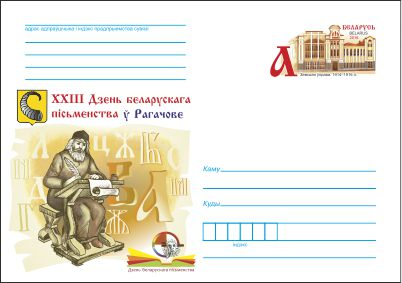
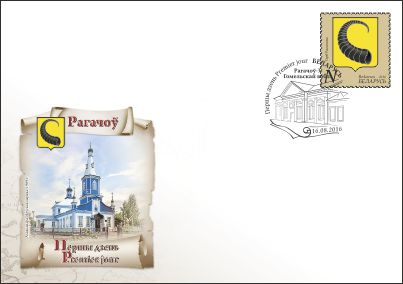
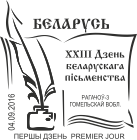
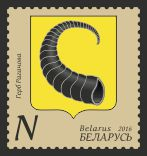
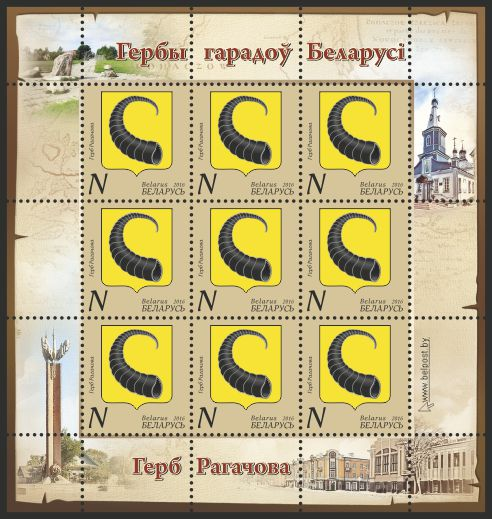

## В топонимике
- Улица Рогачевская — в Жлобине, Гомеле, Минске, Могилёве, Бобруйске, г. п. Корма (Гомельская область), аг. Довск (Рогачёвский район), аг. Большие Бортники (Бобруйский район) и других населённых пунктах.

## СМИ
Издаётся районная газета «Свабоднае слова».

## Известные уроженцы
- Абрамова, Евгения Соломоновна (1908) — советский график
- Горбачёв, Николай Степанович(1948) — олимпийский чемпион